# Abbots Langley
Abbots Langley is een civil parish in het bestuurlijke gebied Three Rivers, in het Engelse graafschap Hertfordshire.

## Geboren
- Paus Adrianus IV (±1100-1159), geboren als Nicholas Breakspear
- Sean Murray (1993), Iers voetballer

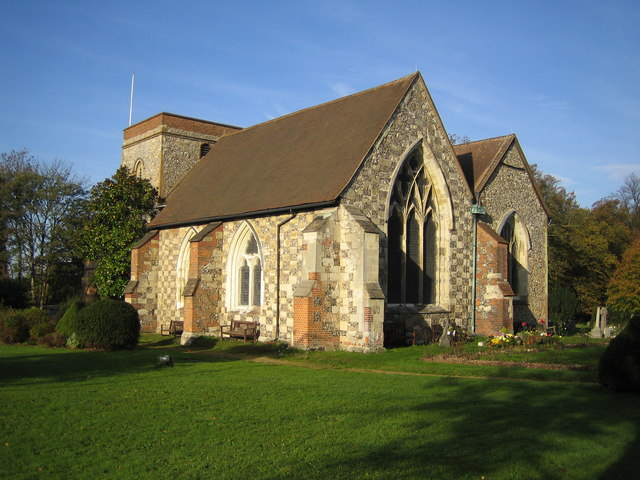
Kerk van St. Lawrence de martelaar, Abbots Langley